# Покровская церковь (Александров)
Покро́вская це́рковь — недействующий православный храм в Александровской слободе в городе Александрове Владимирской области. Старейшая из сохранившихся каменных шатровых русских церквей. Основой здания стал небольшой домовый великокняжеский Троицкий храм (предположительно 1510-х годов постройки), существенно перестроенный в 1680—1681 годах и переосвящённый в честь Покрова Пресвятой Богородицы.
В храме службы не проводятся, но он открыт для посещения как экспозиция музея-заповедника «Александровская слобода». Объект культурного наследия народов РФ федерального значения

## Датировка
Летописной даты памятник не имеет. В источниках церковь Троицы упоминается впервые в 1571 году в свадебном разряде царевича Ивана Ивановича. Со второй половины 60-х годов XVI века до 1582 года священником собора был крупнейший композитор эпохи Ивана Грозного Фёдор Крестьянин.
После польско-литовской интервенции она обозначена среди четырёх церквей разорённого Государева двора. В 1641 году пустующая церковь была отремонтирована и освящена, рядом с ней были заново возведены «царские хоромы» — жилая деревянная часть дворца. В 1680 году церковь Троицы перестроена в большую монастырскую трапезную церковь.
С запада к ней пристроена двустолпная палата с шатровой колокольней, церковный шатёр перегорожен дополнительным восьмигранным купольным сводом, алтари расширены, а на юго-восточном углу построен новый придел во имя Феодора Стратилата (в честь ктитора монастыря царя Фёдора Алексеевича) взамен старого, возле северо-восточного угла, того же посвящения. По окончании строительства Троицкая церковь была переосвящена: её престол был перенесён в соседнюю соборную Покровскую церковь (ныне Троицкий собор), а престол собора — в Троицкую.
До 1990-х годов шатровая Троицкая церковь датировалась вторым строительным периодом Слободы — пребыванием в ней Ивана Грозного (с 1565 по 1582 год; поскольку строительство могло начаться несколько ранее приезда Грозного в Слободу, то в качестве даты ориентировочно принимались 1560—1570-е годы). Основанием для такой датировки был её шатровый верх: традиционно считалось, что первым шатровым храмом была церковь Вознесения в Коломенском, построенная в 1529—1532 годах, и на базе этой теоретической предпосылки Троицкая церковь не могла датироваться первым строительным периодом Слободы — 1510-ми годами (временем пребывания в ней Василия III).
В этом виде датировка Троицкой церкви просуществовала до исследований Вольфганга Кавельмахера. В 1980—1990-е годы он провел беспрецедентную по масштабам серию раскопок и зондажей, выявивших принципиальный факт: Покровский собор, Троицкая церковь, Успенская церковь и церковь Алексея митрополита (ныне Распятская колокольня) в Александровской слободе были возведены в одном строительном периоде. Кавельмахер показал (и это подтвердили дальнейшие исследования сына Кавельмахера Сергея Заграевского), что этим строительным периодом были 1510-е годы. Но эта версия пока не подтверждается другими авторитетными исследователями.
Таким образом, можно предположить, что церковь Троицы была построена Василием III в его резиденции (в дальнейшем Александровскую слободу унаследовал Иван Грозный).

## Описание

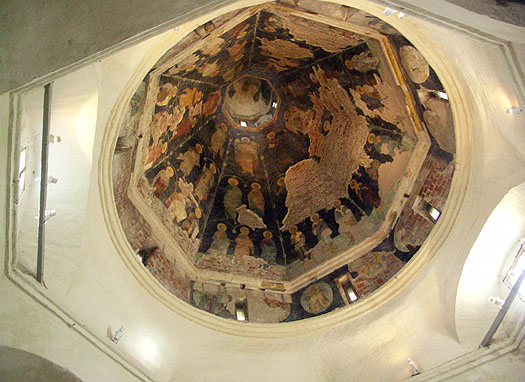
Роспись шатра Покровской церкви (XVI век?)

Троицкая церковь соответствует типу шатрового храма, близкому к традиционному, с тремя апсидами, с четвериком, завершённым горизонтальной тягой, с кокошниками, перенесёнными на грани восьмерика. Древнее ядро Троицкой церкви состоит из собственно церкви, двойного (с двумя помещениями) белокаменного подклета и заалтарной казённой палаты. Под подклетом находятся два глубоких погреба. При общей растянутости здания в восточном направлении, все его расположенные в три этажа помещения, начиная с погребов, имеют поперечную ориентацию и слегка вытянутый план. Главный фасад здания — южный, некогда обращённый к центру дворца Василия III (возможно, к тронному залу).
Церковь и палата представляют собой причудливое сочетание двух взаимопроникающих объёмов разной высоты и разной конфигурации (церковь — «верх шатром», палата — «низменной» архитектуры). Несколько «сдавленный» церковный четверик поставлен на высокий белокаменный цоколь и увенчан белокаменным некрепованным карнизом оригинального профиля. Четверик и шатёр инкрустированы кирпичными ковчегами-впадинами.
Церковь Троицы выстроена из большемерного кирпича и белого камня на дубовых осадочных и металлических внутристенных и проёмных связях, на высококачественном известковом растворе. Кладка смешанная, от яруса к ярусу объём белого камня постепенно убывает. В третьем, церковном, ярусе из белого камня целиком (кроме сводов) была выложена только казённая палата и три алтарных апсиды. В отделке же церкви и придела кирпич уже преобладает. Из белого камня здесь выложены только цоколи, лопатки и порталы (не полностью), конструктивные «накрывные» элементы карнизов и кокошников, а также облицованы до половины высоты стены в интерьере. В остальном верхние части здания почти целиком кирпичные.
Белокаменные в своей основе, «плоскостные» порталы храма принадлежат руке иностранного художника. Южный и северный порталы, а также портал придела Фёдора Стратилата — щипцовые; западный — с полуциркульным верхом. Уникальная для XVI века черта архитектуры — аркосолий под западной стеной (возможно, захоронение кого-то из членов монаршей семьи).

## Зодчий

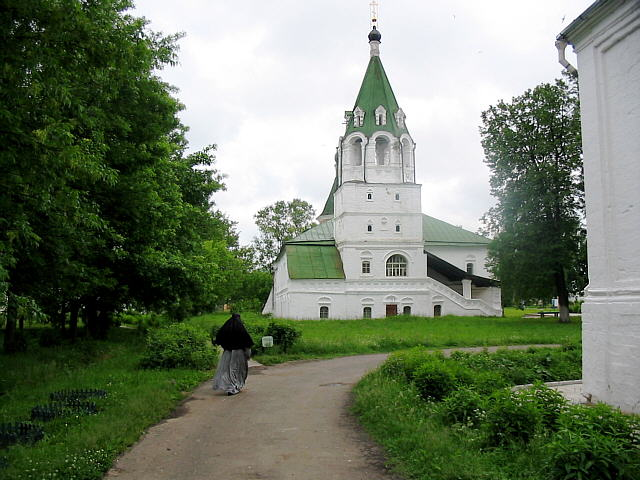
Колокольня Покровской церкви

Согласно историко-архитектурным исследованиям Заграевского, архитектором Троицкой церкви был Алевиз Новый. Итальянский зодчий строил свои храмы на Руси так, как понимал русскую архитектуру, и применял те общие объёмно-композиционные и декоративные решения, которые видел вокруг себя, не отказываясь при этом от собственного творческого поиска и от базовых приёмов Ренессанса.
В связи с этим Заграевский предполагает, что возведённый Алевизом каменный шатёр над наосом храма Троицы в Александровской слободе был построен под впечатлением общей высотности и «стрельчатости» русских церквей, в том числе и деревянных. Последние благодаря их огромному количеству формировали общий облик древнерусского храмового зодчества не в меньшей (если не в большей) степени, чем немногочисленные каменные храмы, тем более что строительство шло не в «белокаменной» Москве, а в провинции — Александровской слободе.
Применение в Троицком храме вместо купола шатра, возможно, было со стороны Алевиза Нового намеренным внесением в каменное зодчество «древодельных» мотивов, чтобы органично увязать в единый архитектурный ансамбль каменные храмы Александровской слободы и преимущественно деревянный (хотя и с многочисленными каменными палатами) дворец Василия III.

## Поновления и реставрация

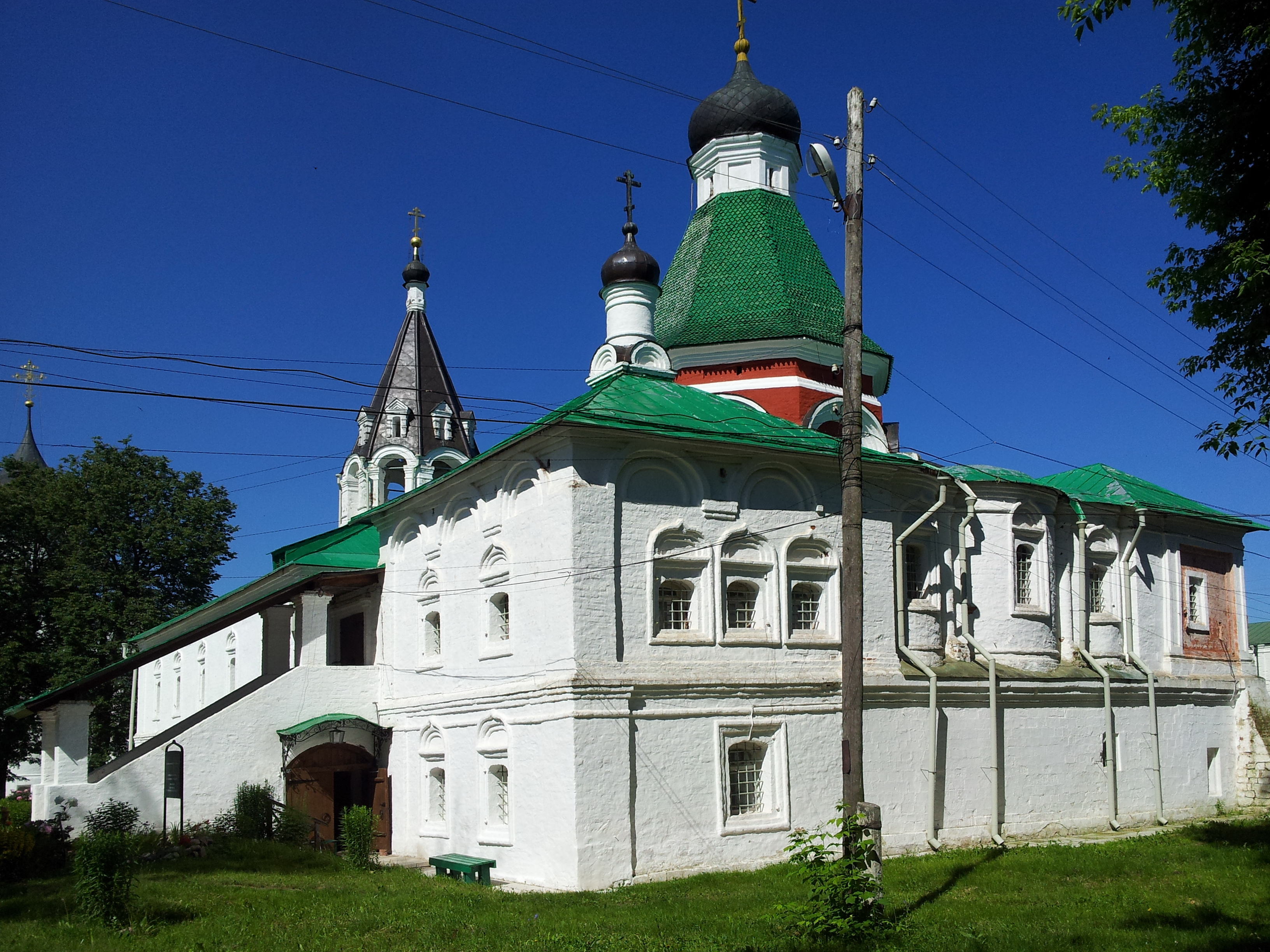
Вид на палаты

Согласно одному из предположений, именно в Покровской церкви служил распевщиком один из первых известных по имени русских композиторов, Фёдор Крестьянин.
В XVII веке храм был окружён новыми постройками и оказался как бы «утопленным» посреди этих объёмов. Среди пристроек — четырёхгранная шатровая колокольня, на которой некогда были установлены часы, исчислявшие время по восходу и заходу солнца. Фрагменты старинного часового механизма хранятся в местном музее.
В XVIII—XIX веках бывшая придворная церковь подвергалась многочисленным «поновлениям», исказившим её первоначальный облик. В северной стене отмечались глубокие трещины и деформации. Комплексная реставрация проходила в 1960—1964 годах. При этом были восстановлены четырёхскатная крыша трапезной и лемеховое покрытие шатра.
В XVI веке храм был расписан. Фрески сохранились главным образом в шатре, фрагменты найдены в средней апсиде и на откосах западного окна. В 1863 году иждивением купчихи Зориной древняя живопись была заменена новой, тогда же поменяли иконостас.